# Wallace (Idaho)
Wallace es una ciudad ubicada en el condado de Shoshone en el estado estadounidense de Idaho. En el Censo de 2010 tenía una población de 784 habitantes y una densidad poblacional de 359,93 personas por km². Wallace es el lugar de nacimiento de la actriz de Hollywood, Lana Turner. En este pueblo se filmó la película protagonizada por Pierce Brosnan y Linda Hamilton "Dante's Peak"(1997).

## Geografía
Wallace se encuentra ubicada en las coordenadas 47°28′24″N 115°55′19″O / 47.47333, -115.92194. Según la Oficina del Censo de los Estados Unidos, Wallace tiene una superficie total de 2.18 km², de la cual 2.18 km² corresponden a tierra firme y (0%) 0 km² es agua.

## Demografía
Según el censo de 2010, había 784 personas residiendo en Wallace. La densidad de población era de 359,93 hab./km². De los 784 habitantes, Wallace estaba compuesto por el 95.92% blancos, el 0.13% eran afroamericanos, el 1.02% eran amerindios, el 0.26% eran asiáticos, el 0% eran isleños del Pacífico, el 0.38% eran de otras razas y el 2.3% pertenecían a dos o más razas. Del total de la población el 2.3% eran hispanos o latinos de cualquier raza.